# Al Oerter
Alfred Adolf "Al" Oerter Jr., (19. rujna 1936. – 1. listopada 2007.), američki atletičar, bacač diska
Pobijedio je na Olimpijskim igrama Melbourne 1956., Rim 1960., Tokio 1964. i Mexico City 1968.
Al Oerter jedan je od samo četvorice olimpijaca koji su, u pojedinačnoj disciplini, pobijedili na četirima Olimpijskim igrama – zaredom. Ostala trojica su Paul Elvstrøm (Danska), jedrenje (1948. – 1960.), Carl Lewis (SAD), atletika (1984. – 1996.) i Michael Phelps (SAD), plivanje (2004. – 2016. Oerter, Lewis i Phelps su pobijeđivali četiri puta zaredom na OI u istoj disciplini, a Elvstrøm je pobjeđivao u dvije različite discipline jedrenja.

## Zanimljivost
Nakon što je pobjedom na OI u Mexico Cityju zaključio svoju veličanstvenu športsku karijeru i ostavio se atletike, športski je svijet očekivao da je još jedna legenda otišla u olimpijsku besmrtnost. Međutim Oerter se je aktivirao 10-ak godina kasnije i počeo opet trenirati, te je, čak, za 1979. godinu, imao najbolji svjetski rezultat u bacanju diska. Žarko je želio nastupiti na OI u Moskvi 1980. te je nastupio i na američkim trialsima (izlučno i odlučujuće natjecanje američkih atletičara za Olimpijske igre), gdje je zauzeo četvrto mjesto, te se tako, ipak, nije direktno plasirao u američku reprezentaciju, već bi, eventualno, bio rezerva. A bezbroj puta se događalo da rezervni natjecatelj dobije priliku, time i inspiraciju, te da čak i pobijedi i to sa svjetskim rekordom! 
Međutim, sve je njegove planove u vodu bacio američko-saveznički bojkot Olimpijskih igara u Moskvi.
Kao umirovljenik se bavio slikarstvom, a preminuo je u bolnici u Fort Myersu, Florida, od posljedica kardiovaskularnih problema, od kojih je počeo bolovati još sedam godina ranije.

## Rezultati
- OI 1956. – zlatna medalja u bacanju diska, 56 m 36 cm
- OI 1960. – zlatna medalja u bacanju diska, 59 m 18 cm
- OI 1964. – zlatna medalja u bacanju diska, 61 m 00 cm
- OI 1968. – zlatna medalja u bacanju diska, 64 m 78 cm

### Osobni rekord (bacanje diska)
- 69,46 m (1979.)